# IRIX
IRIX — операционная система, используемая на рабочих станциях и серверах фирмы Silicon Graphics (SGI) архитектуры MIPS. Основана на UNIX System V и включает расширения BSD.
Текущая крупная версия IRIX 6.5 выпущена в мае 1998. Обновления для IRIX 6.5 выпускались каждый квартал до 2005; после этого состоялись ещё четыре выпуска. До версии 6.5.22 существовали две ветви в каждом выпуске: в одной из них (обозначаемой буквой m, т.е. maintenance) были только исправления кода 6.5; в другой (буква f, т.е. feature) включались обновления и новые функции. Обновление с любой версии 6.5.x до 6.5.22(m) бесплатно; для версий с 6.5.23 требуется плата.
Основное применение — профессиональные задачи, связанные с применением программного обеспечения, требующего больших графических ресурсов. На домашних компьютерах практически не используется. Использует менеджер рабочего стола 4dwm.

## История
Название IRIX было впервые употреблено в 1988 для обозначения операционной системы для рабочих станций и серверов серии IRIS 4D. Предшествующие выпуски обозначались как "4D1-x.x", где x.x - номер версии.
IRIX 3.x была основана на UNIX System V Release 3 с расширениями 4.3BSD и использовала оконную систему 4Sight на базе NeWS и IRIS GL. Файловая система System V была заменена на Extent File System (EFS).
В 1991 была выпущена IRIX 4.0, в которой 4Sight была заменена на X Window System (X11R4) с оконным менеджером 4Dwm.
Версия 5.0 была создана в 1993 и имела некоторые функции из UNIX System V Release 4, включая поддержку формата ELF. В IRIX 5.3 была представлена журналируемая файловая система XFS.
IRIX 6.0, выпущенная в 1994, включила поддержку 64-битного микропроцессора MIPS R8000, но в остальном была похожа на IRIX 5.2. Поздние выпуски включили поддержку других 64-битных процессоров MIPS. Версия 6.3 была выпущена только для рабочих станций SGI O2. В IRIX 6.4 была улучшена масштабируемость для систем Octane, Origin 2000 и Onyx2. Последняя версия IRIX 6.5.30 выпущена в августе 2006.

## Особенности
IRIX 6 соответствует стандартам UNIX System V Release 4, UNIX 95 и POSIX.
IRIX имеет хорошую поддержку устройств графического ввода-вывода. IRIX широко использовалась в индустриях компьютерной анимации и научной визуализации.
IRIX являлась лидером в симметричной мультипроцессорности (SMP); она могла масштабироваться от 1 до более чем 1024 процессоров.
В IRIX применяется графическая среда Indigo Magic Desktop, которая использует оконный менеджер 4Dwm с применением Motif widget toolkit.
IRIX имеет компилятор MIPSPro 7.4, который поддерживает параллельное программирование на языках Си/Си++, Фортран 77/90 .

## Окончание выпуска
SGI объявила о прекращении разработки продуктовых линеек MIPS и IRIX 6 сентября 2006. Поддержка этих продуктов планировалась до декабря 2013. Все современные компьютеры от SGI используют операционные системы Red Hat Enterprise Linux или SUSE Linux Enterprise Server.